# Johannes Persson Palmgren
 Johannes Persson Palmgren, född 7 april 1848 i Konga socken i Skåne, var skarprättare för Stockholms stad mellan 1883 och 1884. Palmgren efterträdde Johan Fredrik Hjort som skarprättare för Stockholms stad. Han utförde dock aldrig några avrättningar innan han lämnade posten och ersattes av Anders Gustaf Dahlman.
Palmgren var son till jordbrukaren Per Nilsson och Hanna Karlsdotter. Han hade arbetat en tid som polis innan han flyttade till Norrbärke församling. Palmgren var en bland 28 sökande när han erhöll tjänsten som skarprättare i Stockholm 1883. Han arbetade vid sidan om uppdraget som fattigvårdsföreståndare i Smedjebacken. Han lämnade in sitt avsked som skarprättare 1884 och ersattes av Anders Gustaf Dahlman.
Palmgren utvandrade 1883 till Kansas i USA.